# Kumulanta
Kumulanta to pojęcie z zakresu teorii prawdopodobieństwa i statystyki.
Kumulantami {\displaystyle \kappa _{n}} rozkładu prawdopodobieństwa nazywamy wielkości spełniające własność:
{\displaystyle E\left(e^{tX}\right)=\exp \left(\sum _{n=1}^{\infty }\kappa _{n}t^{n}/n!\right),}
gdzie {\displaystyle X} jest zmienną losową, dla rozkładu prawdopodobieństwa której obliczane są kumulanty. Innymi słowy, {\displaystyle {\frac {\kappa _{n}}{n!}}} jest {\displaystyle n}-tym współczynnikiem w rozwinięciu w szereg potęgowy logarytmu funkcji generującej momenty. Logarytm funkcji generującej momenty nazywany jest funkcją generującą kumulanty.
Problem kumulant to próba uzyskania funkcji gęstości rozkładu prawdopodobieństwa z jego ciągu kumulant. W niektórych przypadkach rozwiązanie problemu nie istnieje, w niektórych istnieje dokładnie jedno rozwiązanie, w niektórych więcej niż jedno rozwiązanie.

## Niektóre własności kumulant

### Niezmienniczość
Zachodzą następujące własności:
- {\displaystyle \kappa _{1}(X+c)=\kappa _{1}(X)+c,}
- {\displaystyle \kappa _{n}(X+c)=\kappa _{n}(X)} dla {\displaystyle n\geqslant 2,}

gdzie {\displaystyle c} jest stałą.
Oznacza to, że stałą dodajemy tylko do pierwszej kumulanty, wyższe kumulanty pozostają niezmienione.

### Jednorodność
Kumulanty są jednorodne stopnia n, to znaczy:
{\displaystyle \kappa _{n}(cX)=c^{n}\kappa (X).}

### Addytywność
Jeśli {\displaystyle X} i {\displaystyle Y} są niezależnymi zmiennymi losowymi, zachodzi:
{\displaystyle \kappa _{n}(X+Y)=\kappa _{n}(X)+\kappa _{n}(Y).}

### Kumulanty i momenty
Kumulanty są powiązane z momentami następującą zależnością:
{\displaystyle \kappa _{n}=m_{n}-\sum _{k=1}^{n-1}{n-1 \choose k-1}\kappa _{k}m_{n-k}.}
{\displaystyle n}-ty moment zwykły {\displaystyle m_{n}} jest wielomianem {\displaystyle n}-tego stopnia w pierwszych {\displaystyle n} kumulantach, zatem:
{\displaystyle m_{1}=\kappa _{1}}
{\displaystyle m_{2}=\kappa _{2}+\kappa _{1}^{2}}
{\displaystyle m_{3}=\kappa _{3}+3\kappa _{2}\kappa _{1}+\kappa _{1}^{3}}
{\displaystyle m_{4}=\kappa _{4}+4\kappa _{3}\kappa _{1}+3\kappa _{2}^{2}+6\kappa _{2}\kappa _{1}^{2}+\kappa _{1}^{4}}
{\displaystyle m_{5}=\kappa _{5}+5\kappa _{4}\kappa _{1}+10\kappa _{3}\kappa _{2}+10\kappa _{3}\kappa _{1}^{2}+15\kappa _{2}^{2}\kappa _{1}+10\kappa _{2}\kappa _{1}^{3}+\kappa _{1}^{5}}
{\displaystyle m_{6}=\kappa _{6}+6\kappa _{5}\kappa _{1}+15\kappa _{4}\kappa _{2}+15\kappa _{4}\kappa _{1}^{2}+10\kappa _{3}^{2}+60\kappa _{3}\kappa _{2}\kappa _{1}+20\kappa _{3}\kappa _{1}^{3}+15\kappa _{2}^{3}+45\kappa _{2}^{2}\kappa _{1}^{2}+15\kappa _{2}\kappa _{1}^{4}+\kappa _{1}^{6}.}
Aby uzyskać wzory na zależność kumulant od momentów centralnych, należy we wszystkich wzorach opuścić składniki, gdzie {\displaystyle \kappa _{1}} występuje jako czynnik.

### Kumulanty i podział zbioru
Kumulanty mają ciekawą interpretację kombinatoryczną: współczynniki definiują określone podziały zbioru. Ogólna postać tych wielomianów to:
{\displaystyle m_{n}=\sum _{\pi }\prod _{B\in \pi }\kappa _{\left|B\right|},}
gdzie:
- {\displaystyle \pi } przebiega przez wszystkie podziały zbioru {\displaystyle n}-elementowego,
- „{\displaystyle B\in \pi }” jest jednym z bloków, na które zbiór jest podzielony,
- {\displaystyle |B|} jest liczebnością zbioru {\displaystyle B.}

Każdy jednomian to stała pomnożona przez iloczyn kumulant, w których suma indeksów wynosi {\displaystyle n} (np. dla {\displaystyle \kappa _{3}\ \kappa _{2}^{2}\ \kappa _{1},} suma indeksów wynosi 3 + 2 + 2 + 1 = 8, pojawia się ona w wielomianie, który wyraża ósmą kumulantę za pomocą ośmiu pierwszych kumulant). Podziałowi liczby całkowitej {\displaystyle n} odpowiadają poszczególne składniki. Współczynniki w każdym składniku to liczba podziałów {\displaystyle n}-elementowego zbioru, które łączą się w podziały {\displaystyle n} kiedy elementy zbioru stają się nierozróżnialne.

## Kumulanty niektórych rozkładów prawdopodobieństwa
- Kumulanty rozkładu normalnego o średniej {\displaystyle \mu } i odchyleniu standardowym {\displaystyle \sigma } wynoszą {\displaystyle \kappa _{1}=\mu ,} {\displaystyle \kappa _{2}=\sigma ^{2}} i {\displaystyle \kappa _{n}=0} dla {\displaystyle n>2.}

- Wszystkie kumulanty rozkładu Poissona są równe wartości oczekiwanej tego rozkładu.

- Rozkład z danymi kumulantami może być przybliżony ciągiem Grama-Charliera lub ciągiem Edgewortha.